# 北第開特 (喬治亞州)
北第開特（英語：North Decatur）是位於美國喬治亞州迪卡爾布縣的一個人口普查指定地區。

## 地理
北第開特的座標為33°48′11″N 84°17′24″W / 33.80306°N 84.29000°W，而該地最高點為海拔高度303米（即994英尺）。

## 人口
根據2010年美國人口普查的數據，北第開特的面積為12.90平方千米，當中陸地面積為12.90平方千米，而水域面積為0.00平方千米。當地共有人口16698人，而人口密度為每平方千米1,294人。